# José Ignacio Rucci (Rosario)
El Barrio José Ignacio Rucci o Barrio Rucci, llamado además Barrio Primero de Mayo, es un barrio de la ciudad de Rosario, Santa Fe, Argentina construido en los años setenta.
Está compuesto por 2040 viviendas distribuidas en edificios de planta baja y tres pisos. Se encuentra delimitado por las calles Blomberg (al oeste), Palestina (al norte), avenida Camino de los Granaderos (al este) y avenida J. F. Kennedy (al sur).

## Historia
La construcción del barrio demandó cinco años, desde 1973 a 1978. Debe su nombre al desaparecido sindicalista y conductor de la Confederación General de Trabajadores de Argentina, José Ignacio Rucci, de ideología justicialista, quien fuera asesinado en medio de una etapa de violencia civil, hechos de sangre y enfrentamientos armados en todo el país, [cita requerida]cuando comenzaba la construcción del complejo habitacional. En su memoria se decidió ese nombre.
Para el momento de la inauguración estaba al mando del gobierno la dictadura militar que había derrocado al gobierno justicialista, por lo que se cambió oficialmente el nombre de Barrio Rucci por barrio Primero de Mayo. Sin embargo, este simple acto administrativo no pudo modificar el uso y la costumbre de la gente, no solo del barrio sino de la ciudad toda, que sigue denominando a esa zona por su nombre original.

## Servicios del barrio

### Centro Crecer Número 2
Se inauguró en 1979 como guardería infantil municipal Barrio Rucci. En 1989 pasó a denominarse Jardín Maternal Municipal Primero de Mayo. Desde marzo de 1997 pasó a depender del Programa Crecer de la Secretaría de Promoción Social denominándose "Centro Crecer Número 2".

### Centro de salud 1.º de Mayo
Está situado en la calle Juan de Dios Mena 2265 y funciona como Centro de Atención Primaria a cargo de la Municipalidad de Rosario.

### Asociación Vecinal José Ignacio Rucci
Fundada en los años 1980, después de esta en acefalía durante algunos años, un grupo de vecinos el barrio autodenominados "Vocación Vecinalista" logró la intervención del estado Provincial y pudo regularizar la situación de la institución en el año 2008.
Actualmente el 24 de abril de 2015 en reunión de Asamblea Anual Ordinaria, se eligió la nueva Comisión Directiva siendo la siguiente: Presidente Adalberto Ratto, Secretario Ignacio Oliva, Tesorero Ovidio Monteserin, Vocales Titulares Mirta Piris, Antonio Gibson, Guevara Alicia, Vocales Suplentes Matilde Maldonado, Gaspar Valenti, Francisco Ruggeri, Sindico Titular José Induráin, Suplente Rosana Zamora.-la misma tiene un mandato de dos años.-

### Escuelas
- Escuela de Enseñanza Primaria N.º 1229 "1º de Mayo"
- Escuela de Enseñanza Primaria N.º 1289 "Río Paraná"
- Escuela de Enseñanza Media N.º 309 "Ovidio Lagos"
- Escuela de Enseñanza Técnica N.º 683 "General Doctor Pascual Echagüe"

### Parroquias
- Parroquia Natividad del Señor: iglesia católica a cargo que se construye a pedido del cura párroco del barrio Parque Field, Bernardo Kelly, ya que la zona no tenía templo católico, desde principios de los años ochenta queda a cargo del sucesor del padre Bernardo: el padre Ignacio Peries, cuyo reconocimiento ha trascendido mucho más allá del ámbito local.

### Clubes
- Agrupación Deportiva Infantil "Amistad y Progreso"
- Club Atlético Social Deportivo y Cultural "Primero de Mayo"

### Transporte
- Mini Terminal de Ómnibus José Ignacio Rucci. Calle R. Castro entre Homero Manzi e Irma Peyrano.[2]

Líneas: 102 Negro, 103 Rojo, 107, 142 Rojo, 143 Rojo, 153 Negro.